# Lista de episódios de Human Target
Human Target é uma série de televisão com estilo acção/drama transmitido pela FOX nos Estados Unidos. Baseado livremente no personagem do livro Human Target em quadrinhos criado por Len Wein e Carmine Infantino para a DC Comics, é a segunda série com base neste título desenvolvido para a televisão. Criado por Jonathan E. Steinberg, Human Target estreou na CTV no Canadá e na Fox nos Estados Unidos em 15 de janeiro de 2010. Human Target foi renovada para uma segunda temporada, que estreou em 17 de novembro de 2010. A série foi oficialmente cancelada em 10 de maio de 2011.

## Temporadas
| Temporada | Temporada | Episódios | Exibição original | Estreia da temporada   | Final da temporada      |
| --------- | --------- | --------- | ----------------- | ---------------------- | ----------------------- |
|           | 1         | 12        | 2010–2010         | 15 de Janeiro de 2010  | 11 de Abril de 2010     |
|           | 2         | 13        | 2010–2011         | 17 de Novembro de 2010 | 09 de Fevereiro de 2011 |

## 1ª Temporada: 2010-2010
| # | Título                                            | Lançamento original     | Dirigido por       | Escrito por                             | Audiência |
| --- | ------------------------------------------------- | ----------------------- | ------------------ | --------------------------------------- | --------- |
| 1 | "Piloto" Pilot"                                   | 15 de Janeiro de 2010   | Simon West         | Jonathan E. Steinberg                   | 10.12     |
| Christopher Chance é um segurança particular e guarda-costas com características únicas. Ele é contratado quando uma ameaça iminente não pode ser resolvida pelos meios normais de proteção. Chance trabalha com seu parceiro e amigo, Winston, e o assassino profissional Guerrero, e usa a ajuda deles para se integrar completamente na vida dos seus clientes e eliminar a ameaça, tornando-se o alvo humano. Na estreia da série, Chance é contratado para proteger o engenheiro do primeiro trem-bala da Califórnia, enquanto ele faz sua primeira viagem no novo meio de transporte de Los Angeles para San Francisco. |                                                   |                         |                    |                                         |           |
| 2 | "Rebobinar" Rewind"                               | 18 de Janeiro de 2010   | Steve Boyum        | Robert Levine                           | 10.46     |
| Chance e Winston enfrentam turbulências aéreas, quando trabalham juntos para proteger um cliente que eles não conhecem de um assassino que está a bordo do avião. |                                                   |                         |                    |                                         |           |
| 3 | "Embaixada Barulhenta" Embassy Row"               | 25 de Janeiro de 2010   | Steve Boyum        | Matthew Federman & Stephen Scaia        | 9.60      |
| Chance corre contra o tempo e invade uma festa de gala na embaixada russa para encontrar o amigo de um assassino. Enquanto se envolve na negociação de armas internacionais, ele encontra uma bela oponente. |                                                   |                         |                    |                                         |           |
| 4 | "Santuário" Sanctuary"                            | 01 de Fevereiro de 2010 | Sanford Bookstaver | Kalinda Vazquez                         | 7.76      |
| Chance é contratado para salvar John Grey, um ex-ladrão, que agora está se escondendo num monastério nas montanhas apalaches do Canadá. Quando os antigos parceiros de Gray vêm atrás dele, eles estão buscando mais do que uma vingança. |                                                   |                         |                    |                                         |           |
| 5 | "Operação" Run"                                   | 08 de Fevereiro de 2010 | Kevin Hooks        | Jonathan E. Steinberg                   | 8.91      |
| Chance é contratado para proteger uma advogada (convidada especial Kristin Lehman), que está marcada por assassinatos, por causa da sórdida história de sua família e de uma investigação sobre o crime organizado. |                                                   |                         |                    |                                         |           |
| 6 | "Fechado Para Baixo" Lockdown"                    | 15 de Fevereiro de 2010 | Jon Cassar         | Josh Schaer                             | 7.14      |
| Chance, Winston e Guerrero fazem um plano elaborado para invadir um local de segurança máxima e resgatar um gênio da computação (convidado especial Kevin Weisman), que está sendo mantido no local contra sua vontade. Participações especiais de Autumn Reeser, Mitch Pileggi e Garcelle Beauvais-Nilon. |                                                   |                         |                    |                                         |           |
| 7 | "Salvamento e Reclamações" Salvage & Reclamation" | 10 de Março de 2010     | Bryan Spicer       | Jonathan E. Steinberg & Robert Levine   | 7.83      |
| Chance e Winston viagem para um país latino-americano marcado por guerras para resgatar um antropólogo inglês. Eles são ajudados pela sexy Maria, que, dez anos antes, teve um breve e intenso relacionamento com Chance. |                                                   |                         |                    |                                         |           |
| 8 | "Baptiste" Baptiste"                              | 14 de Março de 2010     | Paul A. Edwards    | Matthew Federman & Stephen Scaia        | 7.95      |
| O passado de Chance começa a se revelar, quando ele recruta a agente do FBI Emma Barnes (convidada especial Emmanuelle Vaugier) para ajudá-lo a impedir que seu antigo parceiro assassine um oficial estrangeiro que está de visita no país. Enquanto isso, Guerrero testa alguém como um novo membro da equipe. Convidados especiais: Autumn Reeser como Layla, Lennie James como Baptiste, Eric Breker como Folster, Giles Panton como Roger, Serge Houde como LeCavalier e Samantha Ferris como Inspetora Lynch. |                                                   |                         |                    |                                         |           |
| 9 | "Homem em Apuros" Corner Man"                     | 21 de Março de 2010     | Steve Boyum        | Jonathan E. Steinberg & Robert Levine   | 6.80      |
| Chance é nocauteado quando conhece a bela filha de um ex-campeão de peso-pesado em Viena e deve entrar no ringue para proteger um lutador de um homem de negócios inescrupuloso. |                                                   |                         |                    |                                         |           |
| 10 | "Tanarak" Tanarak"                                | 28 de Março de 2010     | Kevin Hooks        | Mike Ostrowski                          | 8.23      |
| Chance viaja para uma remota ilha no Alasca para encontrar uma médica desaparecido e expor o envolvimento de um gigante industrial num esquema assassino. |                                                   |                         |                    |                                         |           |
| 11 | "Victoria" Victoria"                              | 04 de Abril de 2010     | Paul A. Edwards    | Zak Schwartzne                          | 7.440     |
| Chance é contratado para proteger uma pessoa da família da realeza britânica. A decisão da dela em abdicar do trono por amor a alguém que não pertence à realeza, levou a tentativas de assassinato. |                                                   |                         |                    |                                         |           |
| 12 | "Christopher Chance" Christopher Chance"          | 11 de Abril de 2010     | Steve Boyum        | Jonathan E. Steinberg & Robbie Thompson | 7.24      |
| No final da primeira temporada, o antigo chefe de Chance reaparece, o que faz Chance, Winston e Guerrero a relembrarem as origens de sua aliança incomum. |                                                   |                         |                    |                                         |           |

## 2ª Temporada: 2010-2011
| # | Título                                                     | Lançamento original     | Dirigido por    | Escrito por                           | Audiência U.S.(Milhões) |
| --- | ---------------------------------------------------------- | ----------------------- | --------------- | ------------------------------------- | ----------------------- |
| 01 | "Ilsa Pucci" Ilsa Pucci"                                   | 17 de Novembro de 2010  | Steve Boyum     | Matt Miller                           | 6.59                    |
| Continuando a emocionante ação da primeira temporada, Chance e Guererro planejam resgatar Winston das mãos dos sequestradores. Duas mulheres bonitas se juntam à equipe, a bilionária filantropa Ilsa Pucci, que teme por sua vida após a misteriosa morte de seu marido, e Ames, uma ladra que inadvertidamente se envolve com a trama para matar Ilsa. |                                                            |                         |                 |                                       |                         |
| 02 | "A Esposa de Tale" The Wife's Tale"                        | 24 de Novembro de 2010  | Mimi Leder      | Andrea Newman & Zev Borow             | 5.54                    |
| Chance é contratado para proteger a esposa de um homem que ele matou anos atrás; Ames espera trabalhar com Guerrero; Ilsa faz uma descoberta chocante. |                                                            |                         |                 |                                       |                         |
| 03 | "Taking Ames" Taking Ames"                                 | 01 de Dezembro de 2010  | Paul A. Edwards | David Simkins                         | 5.78                    |
| Ames é atraída de volta para sua antiga vida de crime; Chance entra disfarçado como parte de uma quadrilha para tentar impedir um roubo de diamantes. |                                                            |                         |                 |                                       |                         |
| 04 | "O Retorno de Baptiste" The Return of Baptiste"            | 8 de Dezembro de 2010   | Bryan Spicer    | Jonathan E. Steinberg & Robert Levine | 5.64                    |
| Chance pede ajuda a seu inimigo, Baptiste, (Lennie James) quando a amiga de Ilsa é mantida como refém. |                                                            |                         |                 |                                       |                         |
| 05 | "Cabeça Morta" Dead Head"                                  | 15 de Dezembro de 2010  | Paul A. Edwards | Tom Spezialy                          | 5.82                    |
| Chance e sua equipe tentam ajudar um homem com amnésia retrógrada a determinar sua identidade e descobrir por que alguém iria querer matá-lo. |                                                            |                         |                 |                                       |                         |
| 06 | "O Outro Lado do Shopping" The Other Side of the Mall"     | 22 de Dezembro de 2010  | Peter Lauer     | Zev Borow                             | 5.75                    |
| Chance e Guerrero entram disfarçados em um escritório depois de uma tentativa de assassinato. |                                                            |                         |                 |                                       |                         |
| 07 | "O Problema Gosta de Maria" A Problem Like Maria (Part 1)" | 05 de Janeiro de 2011   | Guy Ferland     | Dan McDermott & Andrea Newman         | 6.18                    |
| A parceria de Chance e Ilsa é testada quando sua ex-namorada (Leonor Varela) solicita sua ajuda para resgatar um colega dela, que é mantido em cativeiro por um ditador sul-americano. |                                                            |                         |                 |                                       |                         |
| 08 | "Pane na Comunicação" Communication Breakdown (Part 2)"    | 05 de Janeiro de 2011   | Steve Boyum     | Jonathan E. Steinberg                 | 6.49                    |
| Winston, Guerrero e Ames devem salvar um investigador particular (Tony Hale) quando ele acaba entrando em perigo por causa do seu trabalho e se torna um alvo. |                                                            |                         |                 |                                       |                         |
| 09 | "Confusão" Imbroglio"                                      | 12 de Janeiro de 2011   | Steve Boyum     | Robert Levine                         | 4.69                    |
| Chance e Ilsa tentam proteger sua cunhada durante uma situação de reféns na ópera. |                                                            |                         |                 |                                       |                         |
| 10 | "Mão Corajosa de Guerrero" Cool Hand Guerrero"             | 12 de Janeiro de 2011   | Craig R. Baxley | Matt Whitney                          | 4.80                    |
| Durante uma visita ao sul, os moradores enquadram Guerrero pelo assassinato de seu amigo e o mandam para a prisão, e a equipe tem que libertá-lo. |                                                            |                         |                 |                                       |                         |
| 11 | "Matar Bob" Kill Bob"                                      | 31 de Janeiro de 2011   | John Terlesky   | Brad Kern & Zev Borow                 | 7.75                    |
| Um marido contrata a equipe para protegê-lo de um assassino, sem saber que sua esposa é uma espiã russa e tentou matá-lo. Enquanto isso, Ames tenta esconder um segredo de Winston, e Guerrero e Chance tentam esconder um segredo de Ilsa. |                                                            |                         |                 |                                       |                         |
| 12 | "O problema com Harry" The Trouble with Harry"             | 02 de Fevereiro de 2011 | Peter Lauer     | Jonathan E. Steinberg & Robert Levine | 9.22                    |
| Um trabalho reúne Chance e Harry (Tony Hale); Ilsa entra em campo em uma missão; dois membros da equipe se aproximam mais do que nunca. |                                                            |                         |                 |                                       |                         |
| 13 | "Marshall Pucci" Marshall Pucci"                           | 09 de Fevereiro de 2011 | David Barrett   | Matt Miller & Heather V. Regnier      | 8.13                    |
| A investigação de Chance sobre o falecido marido de Ilsa revela uma teia de mentiras que pode destruir a equipe. |                                                            |                         |                 |                                       |                         |